# Maison des Sept-Péchés-capitaux
La Maison des Sept péchés capitaux de Pont-à-Mousson a été construite pendant la Renaissance, elle se situe sur la place Duroc.

## Historique
Cette maison fait l’objet d’un classement au titre des monuments historiques depuis le 8 juin 1920.
La place Duroc compte 38 monuments ou partie de monuments inscrits ou classés au titre des monuments historiques.

## Galerie de photos

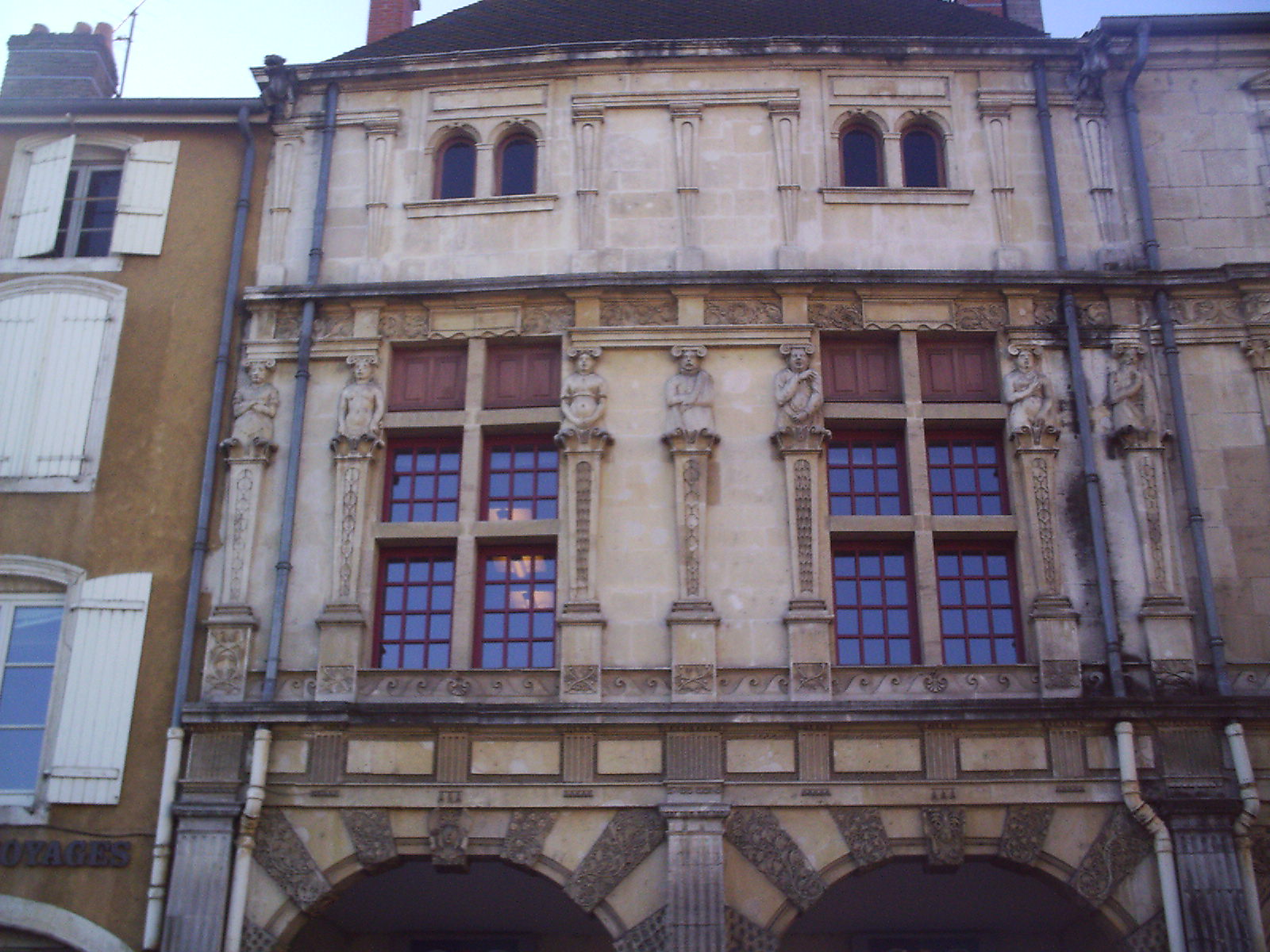
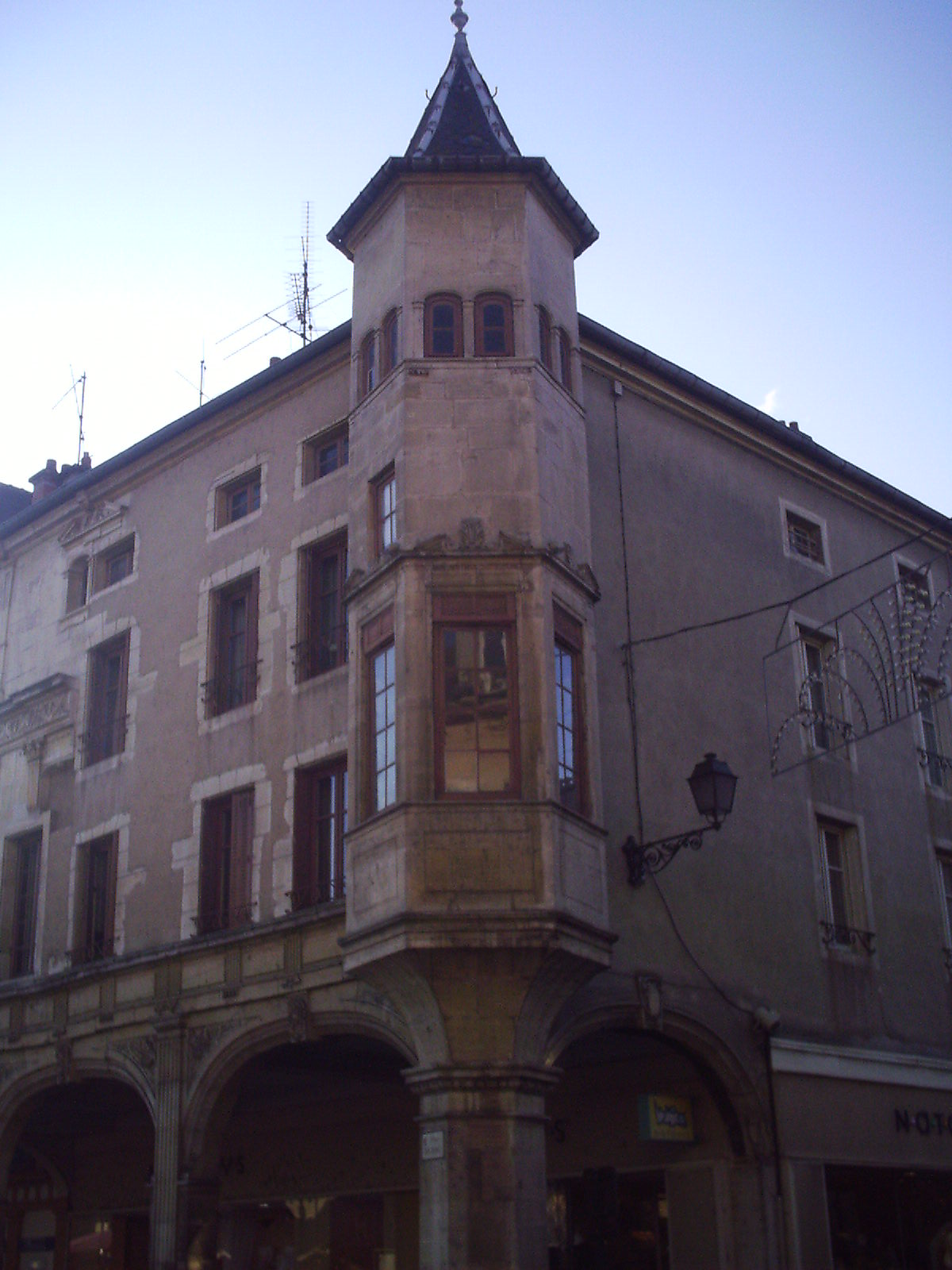